# Yvonne Fontaine

Fontaine et le réseau des ministres étaient basés en Seine-et-Marne.

Yvonne Fontaine, de nom de code Nénette et Mimi, née à Longuyon le 8 août 1913 et morte le 9 mai 1996, est membre de la Résistance française et agente du Special Operations Executive (SOE, « Direction des opérations spéciales ») du Royaume-Uni pendant la Seconde Guerre mondiale. Le SOE avait pour mission de soutenir les divers mouvements de résistance des pays d'Europe occupés par l'Allemagne et menait des actions d'espionage, de sabotage et ou de reconnaissance en Europe occupée. Les agents du SOE coopérèrent avec des groupes de résistance et leur fournirent des armes et du matériel parachutés depuis le Royaume-Uni.
Fontaine travaille comme agent de liaison pour les réseaux Tinker et Minister de la section F du SOE en France en 1943 et 1944. Elle est, selon les mots de l'auteur Beryl E. Escott, « un agent hautement efficace et compétent ».

## Jeunesse
Au début de la Seconde Guerre mondiale, vivace, intelligente et mondaine « sans obligations familiales », elle travaille comme directrice d'une entreprise de teinture et de nettoyage à sec à Troyes. Elle ne prend part à aucune activité de résistance avant avril 1943. Elle est anti-allemande mais critique également le mouvement de résistance Gaulliste comme « trop politique, égoïste et bavard ». Comme Troyes était une region industrielle bien connectée à Paris, la ville fut la cible de nombreux bombardements alliés générant de nombreux pilotes et leurs équipages à cacher lorsque leurs avions étaient abattus. C'est ainsi que Fontaine entre petit a petit dans la résistance.

## Agent du SOE

### RéseauTinker
Le travail de Fontaine avec la résistance a commencé en avril 1943 lorsqu'un agent expérimenté de SOE, Benjamin Cowburn, et son opérateur radio Denis John Barrett viennent à Troyes pour mettre en place un réseau de sabotage nommé Tinker par le SOE. Cowburn entra en contact avec Pierre Mulsant et, par son intermédiaire, rencontra Fontaine qu'il engagea comme agent de liaison pour un salaire de 2 000 francs par mois. Utilisant le nom de code "Nénette", elle se révéla habile à ce travail, transportant des messages et du matériel de sabotage sur une grande zone dans le nord-est de la France. Le réseau Tinker connu quelques succès dont, dans la nuit du 3/4 juillet, la destruction de six locomotives utilisées par les Allemands. Fontaine aida également dix-huit aviateurs américains, dont les avions avaient été abattus près de Troyes, à s'échapper en Suisse. Cependant, les Allemands infiltrèrent et détruisirent de nombreux réseaux du SOE en France au cours de l'été 1943. Cowburn fut évacué de France en septembre 1943. Le 15 novembre, les autres membres de l'équipe Tinker, Fontaine, Mulsant et Barrett, quittent la France pour l'Angleterre à partir d'un aérodrome clandestin. Parmi les autres résistants évacués sur le même avion se trouvait un futur président de la république française, François Mitterrand,.

### RéseauMinister
En Angleterre, Fontaine fut entraînée par le SOE. Elle y était connue sous son nom de femme mariée, Yvonne Fauge. Les fonctionnaires anglais du SOE différaient dans leurs évaluations au cours de son entrainement. Une formatrice d'un groupe d'agents potentiels de SOE déclara: "Elle était la personne la plus intéressante et probablement la plus intelligente. Un orateur vivant et infatigable." Une autre dit qu'elle fut égocentrique, gâtée, têtue, impatiente, vaniteuse..." Fontaine était la seule personne non anglophone de son groupe de recrues au SOE.
Fontaine rentre en France par bateau dans la nuit du 25 au 26 mars 1944, débarquant sur une plage de Bretagne. Elle se rend à Paris où elle retrouve ses amis Pierre Muslant, le chef du nouveau réseau Minister, et Denis Barrett, l'opérateur radio. Mulsant l'installa dans un lieu sûr à Melun, à environ 40 kilomètres au sud-est de Paris. Elle choisit alors un nouveau nom de code: Mimi. En plus de ses déplacements comme agent de liaison, elle localisa des champs agricoles propices à des parachutages d'armes et de fournitures pour la Résistance française. Elle organisa des groupes de résistants pour recevoir cinq largages par avion en avril et mai. En avril, elle accueillit une équipe de trois officiers militaires américains arrivés en parachute. Ils avaient pour mission de travailler avec la résistance française pour préparer le débarquement en Normandie, le 6 juin 1944. Le réseau Minister réussit à organiser et à exécuter plusieurs opérations de sabotage de petite échelle visant à entraver la logistique allemande et le transport des fournitures sur les champs de bataille après le Jour J.
En juillet 1944, un commando SAS (forces spéciales de l’armée de terre britanniques) annonça par radio qu'ils étaient en difficulté dans la forêt de Fontainebleau. Mulsant, Barrett et d'autres se précipitèrent pour sauver les SAS mais furent capturés par les Allemands. Benjamin Cowburn revint en France le 30 juillet dans une vaine tentative de libération de Mulsant et Barrett, mais tous deux furent envoyés à Buchenwald. Fontaine, la seule survivante du réseau Minister, continua de travailler avec la Résistance jusqu'à la libération de la région de Troyes du contrôle allemand fin août 1944. Elle revint en Angleterre le 16 septembre,.
Fontaine, déçue de la capture de ses deux collègues, fit part de ses critiques dans un rapport au SOE. La capture de Mulsant et Barrett, a-t-elle écrit, "était entièrement dû à l'envoi de SAS en uniforme dans une zone très étroitement surveillée par la SS ". Le commando put se retirer en zone sûre. Cependant, Mulsant et Barrett, tentant d'aider l'équipe SAS, "n'étaient pas au courant" et furent capturés.
À son retour à Londres, Fontaine fut hébergée dans un hôtel avec deux autres femmes agentes du SOE. Elles aussi avaient des griefs supposés contre le SOE: Anne-Marie Walters et Odette Wilen. Un officier du SOE rapporta leur conversation indiscrète où elles discutaient ouvertement des arrestations d'agents du SOE. Il dit à propos de Fontaine: "Son état nerveux actuel est largement dû au fait qu'elle blâme l'organisation [SOE] pour l'arrestation de ses deux amis." Il ajouta "j'ai été sérieusement choqué par l'attitude de ces trois dames".
Fontaine n'a jamais reçu de reconnaissance pour son travail avec le SOE. Le célèbre espion du SOE, Vera Atkins, affirma que Fontaine avait été recrutée sur le terrain et n'avait jamais été un agent officiel de la section française du SOE,. Les propositions de décoration de la Croix de Guerre et de l'Ordre de l'Empire britannique à Fontaine ne furent jamais approuvées. Le gouvernement de Gaulle la décora de la médaille de la résistance. Malgré le peu de reconnaissance, l'évaluation de son travail par le SOE était qu'elle fut "une agent de liaison et assistante efficace et loyale" avec un "don pour un travail clandestin".

## Après guerre
Fontaine épousa un Français du nom de Claude Dumont, le 25 février 1948. Elle décéda le 9 mai 1996.

## Décoration
Médaille de la Résistance française (décret du 31 mars 1947)

## Sources externes
- Hugh Verity, Nous atterrissions de nuit..., préface de Jacques Mallet, 5e édition française, Éditions Vario, 2004.